# Stadion Centralny w Karszy
Stadion Centralny – wielofunkcyjny stadion w Karszy, w Uzbekistanie. Swoje mecze rozgrywa na nim drużyna Nasaf Karszy. Obiekt powstał w 2006 roku i może pomieścić 16 000 widzów. Autorem projektu areny był Sobir Toszew. Obiekt wyposażony jest w oświetlenie o natężeniu 1200 luksów. 29 października 2011 roku na stadionie odbył się finał 8. edycji rozgrywek o Puchar AFC (Nasaf Karszy – Kuwait SC 2:1).